# بيل باروني
بيل باروني هو محامي وسياسي أمريكي، ولد في 10 ديسمبر 1971 في جاكسونفيل في الولايات المتحدة. نشط حزبياً في الحزب الجمهوري. وقد انتخب عضو مجلس ولاية نيوجيرسي ‏ وانتخب عضو جمعية نيوجيرسي العامة ‏.

## وصلات خارجية
- الموقع الرسمي